# Родез (графство)
Графство Родез (фр. Comté de Rodez) — частина колишньої провінції Руерґ (фр. Comté de Rouergue), столиця — місто Родез.

## Графство Родез
Коли Раймунд IV Тулузький вирушив у хрестовий похід, він призначив Рішара III, молодшого сина віконта Мійо Беренгара, віконтом Родеза і передав йому частину міста Родез і кілька замків. Це володіння стало графством Родез після того, як віконт Рішар III, користуючись боротьбою між Гільйомом IX Аквітанським і Альфонсом I Журденом, графом Тулузи, присвоїв собі в 1112 році титул графа.
У 1208 році після смерті бездітного графа Гійома Родез перейшов до Раймунда VI Тулузького, а той через деякий час передав графство позашлюбному синові Гуго II Генріху I. Після смерті Генріха II, в 1304 році, графство Родез перейшло до Бернара VI, графа Арманьяка, одруженого з Сесіль, однією з дочок Генріха II. Сесіль після смерті батька взяла титул графині Родез, що оскаржили його сестри. Сесіль померла в 1313 році, залишивши спадкоємцем сина Жана, який об'єднав графства Арманьяк і Родез.

## Графи Арманьяка і Родеза

Герб графів Арманьяк і Родез з 1314 року

Жан I д'Арманьяк одружився з Режіною де Гот (фр. Régine de Goth), двоюрідною онукою папи Климента V. Після її смерті він одружився з Беатрисою де Клермон, принцесою французької крові. Цей шлюб став однією з головних причин посилення графів Арманьяк, оскільки перетворив їх на французьких принців крові.
Жан відзначився у війнах за часів правління Філіпа де Валуа та Іоанна II Доброго.

## Список віконтів Родеза і Мійо
- Беренгер I де Мійо (пом. після 937), віконт Мійо і Родеза
- Рішар I де Мійо ( (пом. 1013/1023), віконт Мійо і Родеза: дружина — Сінеґонда, дочка Гільйома II, віконт Безье
- Рішар II де Мійо (пом. 1050), віконт Мійо і Родеза з 1023, син попереднього: дружина — Ріхільда, дочка Беренгара, віконта Нарбони
- Беренгер II де Мійо, віконт Мійо і Родеза з 1050, син попереднього: дружина — Адела, дочка Гілберта III, віконт Карлата

## Список графів Родеза
- 1112—1135 : Рішар III віконт з 1096 року, граф у 1112–1135
- 1135—1154 : Гуго I
- 1154—1208 : Гуго II
- 1195—1196 : Гуго III
- 1196—1208 : Гійом
- 1208—1214 : Раймунд VI Тулузький.
- 1214—1222 : Генріх I
- 1222—1274 : Гуго IV
- 1274—1292 : Генріх II
- 1292—1319 : Сесіль дружина Бернара VI, графа Арманьяк

1292—1481 до графства Арманьяк.
1481—1484 до королівського домену.
1484—1589 до Наварри.
1589 до королівського домену.